# أوليكسي شيفتشينكو
أوليكسي شيفتشينكو (بالأوكرانية: Шевченко Олексій Миколайович) (24 فبراير 1992 بدنيبرو في أوكرانيا - ) هو لاعب كرة قدم أوكراني في مركز حراسة المرمى. شارك مع منتخب أوكرانيا تحت 18 سنة لكرة القدم ومنتخب أوكرانيا تحت 19 سنة لكرة القدم ومنتخب أوكرانيا تحت 21 سنة لكرة القدم. أما مع النوادي، فقد لعب مع توربيدو كوتيسي وديلا غوري ودينامو كييف وزوريا لوهانسك وميتالوره زابورجيا ونادي كارباتي لفيف وFC Metalurh-2 Zaporizhzhia ‏ وأولمبيك دونيتسك وهوفيرلا أوجهورود ‏.

## وصلات خارجية
- أوليكسي شيفتشينكو على موقع الاتحاد الأوربي (الإنجليزية)
- أوليكسي شيفتشينكو على موقع اتحاد أوكرانيا (الإنجليزية)
- أوليكسي شيفتشينكو على موقع قاعدة بيانات كرة القدم.إي يو (الإنجليزية)
- أوليكسي شيفتشينكو على موقع Soccerway.com (الإنجليزية)
- أوليكسي شيفتشينكو على موقع عالم كرة القدم.نت (الإنجليزية)
- أوليكسي شيفتشينكو على موقع AS.com (الإسبانية)